# 101 dalmatinů (film, 1996)
101 dalmatinů (v anglickém originálu 101 Dalmatians) je americký hraný film z roku 1996 režiséra Stephena Hereka. Námět pochází z dětské knihy Sto jedna dalmatinů, kterou napsala Dodie Smithová. Jde o remake stejnojmenného kresleného filmu z roku 1961 z produkce téhož studia Walt Disney.

## Děj
Mladý dalmatin Pongo sní o tom, že jednou najde pro svého pána Rogera Redcliffa dokonalou a krásnou ženu. Roger však stále jenom skládá písně a nic jiného nedělá. Jednou Pongo objeví na ulici krásnou dalmatinku Perditu, doprovázenou krásnou ženou Anitou, která je pro Rogera ideální. Nakonec se Roger a Anita vzali v době, kdy Perdita a Pongo čekali štěňátka. Perdita se je však bála porodit, protože by je vzala zlá Cruella De Vil. Na to si Cruella zavolala své dva kumpány Kašpara a Horáce, kteří pomáhali Cruelle ukradnout štěňata. Perdita a Pongo se je snažili najít pomocí psího telegrafu, což se jim nakonec podařilo.

## Obsazení
| Glenn Close      | Cruella De Vil      |
| Jeff Daniels     | Roger Redcliff      |
| Joely Richardson | Anita               |
| Joan Plowright   | Nanny               |
| Hugh Laurie      | Kašpar              |
| Mark Williams    | Horác               |
| John Shrapnel    | Jirchář             |
| Tim McInnerny    | Alonzo              |
| Hugh Fraser      | Frederick           |
| Zohren Weiss     | Herbert             |
| Mark Haddigan    | Alan                |
| Michael Percival | Policejní inspektor |

## Dabing
| Valerie Zawadská | Cruella De Vil |
| Pavel Soukup     | Roger Redcliff |
| Pavla Rychlá     | Anita          |
| Milena Dvorská   | Nanny          |
| Radovan Vaculík  | Kašpar         |
| Pavel Vondra     | Horác          |
| Jiří Prager      | Alonzo         |